# Майкл Кентский
Принц Майкл Кентский (англ. Prince Michael of Kent, полное имя — Майкл Джордж Чарльз Франклин (Michael George Charles Franklin); род. 4 июля 1942) — член британской королевской семьи, внук короля Георга V, двоюродный брат королевы Елизаветы II, матери короля Карла III. Формально не выполняет королевские обязанности, но дважды представлял королеву в международных поездках. Возглавляет собственную консалтинговую компанию и занимается бизнесом в разных странах мира.

## Биография
Принц Майкл родился в семье Георга, герцога Кентского и принцессы Марины всего за 6 недель до гибели отца в авиакатастрофе. Его назвали в честь великого князя Михаила Александровича — младшего брата Николая II и двоюродного брата обоих дедов и одной из бабушек принца. Имеет старшего брата Эдварда (род. 1935) и сестру Александру (род. 1936).
Учился в военной академии Сандхерст с 1961 по 1963 год, служил в Германии, Гонконге и на Кипре, а также в военной разведке. Уволился из армии в 1981 году в звании майора.
Он также носит звание почётного контр-адмирала Королевского военно-морского резерва, почётного маршала авиации (эквивалент генерал-лейтенанта) военно-воздушной базы Бенсон Королевских ВВС, а также полковника Почётной артиллерийской роты и почётного полковника Эссекского и Кентского Шотландского полка ВС Канады.
4 марта 2022 года, отказался от российского ордена Дружбы, на фоне вторжения РФ на территорию Украины.

## Семья
В 1976 году принц Майкл получил разрешение от королевы Елизаветы II на брак с разведённой католичкой Мари-Кристин Траубридж, урождённой баронессой фон Рейбниц (родилась 15 января 1945 года).
Согласно Акту о королевских браках 1772 года, который запрещал членам королевской семьи заключать гражданские браки на территории Англии, церемония состоялась 30 июня 1978 года в Вене. Из-за брака с католичкой принц Майкл утратил свой династический статус (Акт о престолонаследии). В соответствии с изменениями, введёнными Актом о престолонаследии от 2013 года, восстановлен в праве на наследование престола. По состоянию на январь 2025 года в порядке наследования британского престола занимает 53-е место.
В браке родилось двое детей (оба сохранили свой династический статус, так как воспитывались в протестантской вере):
- лорд Фредерик Виндзор (родился 6 апреля 1979 года);
- леди Габриэлла Виндзор (родилась 23 апреля 1981 года).

## Благотворительная деятельность
Принц Майкл Кентский ведёт обширную благотворительную деятельность, являясь патроном многочисленных некоммерческих организаций разных сфер деятельности. Особое место в его благотворительной работе занимает Россия: в июне 2004 года был основан «Благотворительный фонд Принца Майкла Кентского», для финансирования общественно-полезных проектов в следующих областях: культура, сохранение исторического и культурного наследия, здравоохранение, образование. Принц Майкл является почётным доктором Российской экономической академии им. Плеханова и Санкт-Петербургского Гуманитарного Университета Профсоюзов, а также патроном Российского национального оркестра, Лондонской школы бизнеса и финансов и Британского образовательного центра в России.

## Масонство
Принц Майкл принимает активное участие в британском масонстве. Он является великим мастером «Великой ложи мастеров масонов метки», и провинциальным великим мастером Провинциальной великой ложи Мидлсекса.

## Личный герб и награды

### Награды
| Страна                                                                     | Дата                    | Награда                                                                                       | Награда                                                                                       | Литеры |
| -------------------------------------------------------------------------- | ----------------------- | --------------------------------------------------------------------------------------------- | --------------------------------------------------------------------------------------------- | ------ |
| Великобритания                                                             |                         | Рыцарь по праву (chevaliers de justice) ордена Святого Иоанна Иерусалимского (Великобритания) | Рыцарь по праву (chevaliers de justice) ордена Святого Иоанна Иерусалимского (Великобритания) | KStJ   |
| Великобритания                                                             | 1953                    | Коронационная медаль королевы Елизаветы II                                                    | Коронационная медаль королевы Елизаветы II                                                    |        |
| ООН                                                                        | 1971                    | Медаль за участие в миротворческой миссии ООН по поддержанию мира на Кипре                    | Медаль за участие в миротворческой миссии ООН по поддержанию мира на Кипре                    |        |
| Великобритания                                                             | 6 февраля 1977          | Медаль Серебряного юбилея королевы Елизаветы II                                               | Медаль Серебряного юбилея королевы Елизаветы II                                               |        |
| Великобритания                                                             | 6 февраля 2002          | Медаль Золотого юбилея королевы Елизаветы II                                                  | Медаль Золотого юбилея королевы Елизаветы II                                                  |        |
| Великобритания                                                             | 2 июня 2003             | Рыцарь Большого креста                                                                        | Королевского Викторианского ордена                                                            | GCVO   |
| Великобритания                                                             | 4 июля 1992—2 июня 2003 | Рыцарь-командор                                                                               | Королевского Викторианского ордена                                                            | KCVO   |
| Россия                                                                     | 27 октября 2009         | Кавалер ордена Дружбы                                                                         | Кавалер ордена Дружбы                                                                         |        |
| Великобритания                                                             | 6 февраля 2012          | Медаль Бриллиантового юбилея королевы Елизаветы II                                            | Медаль Бриллиантового юбилея королевы Елизаветы II                                            |        |
| Королевство Обеих Сицилий (Династическая награда Бурбон-Сицилийского дома) | 1 августа 2017          | Кавалер Большого Креста Ордена Франциска I                                                    | Кавалер Большого Креста Ордена Франциска I                                                    |        |

Как член королевской семьи, имеет личный герб, основанный на гербе монарха Соединённого Королевства.

### Блазон
Четверочастный щит: в первом и четвёртом поле герб Англии — три золотых леопарда с лазоревым вооружением в червлёном поле, во втором поле герб Шотландии — в золотом поле с червлёной двойной внутренней каймой, проросшей лилиями червлёный восстающий лев с лазоревым вооружением, в третьем поле герб Ирландии — золотая арфа с серебряными струнами в лазоревом поле. Поверх щита серебряное титло о пяти концах, три из которых попеременно обременены крестом святого Георгия, а два — лазоревым морским якорем.
Щит окружает символ Королевского Викторианского ордена класса Большого креста.
Щитодержатели: справа — британский, коронованный открытой короной внуков суверена, лев c серебряным титлом (как в щите) на шее; слева — шотландский единорог с короной внуков суверена и серебряным титлом (как в щите) на шее.
Щит коронован короной внуков суверена с шапкой пэра внутри.
Нашлемник: золотой, коронованный открытой короной внуков суверена, леопард с серебряным титлом (как в щите) на шее, стоящий на короне внуков суверена.